# Jeugdbond voor Natuur- en Milieustudie
De JNM - Jongeren in de Natuur, vroeger ook wel de Jeugdbond voor Natuur- en Milieustudie genoemd, is een Nederlandse landelijke vereniging voor jongeren tussen 12 en 25 jaar met interesse in de natuur. De leden van de JNM organiseren het hele jaar door kampen en excursies in en bij natuurgebieden in Nederland en af en toe ook in het buitenland. De natuurstudie richt zich voornamelijk op vogels, insecten, reptielen, amfibieën, zoogdieren, planten en kustfauna en -flora. De JNM heeft ongeveer 400 leden. In het jaar waarin een lid 25 wordt, wordt deze tijdens het congres dat elk jaar tussen kerst en Nieuwjaar wordt gehouden tot ouwe-sok verklaard en eindigt het lidmaatschap.
De JNM staat los van zijn Belgische naamgenoot. Die noemt zich ook JNM, wat voluit staat voor Jeugdbond voor Natuur en Milieu.

## Geschiedenis
De Jeugdbond voor Natuur- en Milieustudie is van oorsprong de christelijke tegenvoeter van de Nederlandse Jeugdbond voor Natuurstudie (NJN), de CJN. Deze werd in 1946 opgericht en fuseerde in 1976 met de in 1961 opgerichte Katholieke Jeugdorganisatie voor Natuurstudie (KJN) tot Algemeen Christelijke Jeugdbond voor Natuurstudie en Natuurbescherming (ACJN). De Nederlandse Jeugdbond voor Natuur- en Milieustudie is op zijn beurt een voortzetting van de ACJN; vanwege de ontzuiling is het christelijk karakter verdwenen.
In 2011 heeft de bond besloten om naar buiten toe voortaan de naam JNM - Jongeren in de Natuur te gebruiken.

## Samenwerking
De JNM werkt samen met andere organisaties. De JNM geeft waarnemingen door aan pgo's (particuliere gegevensverwerkende organisaties) en waarneming.nl. Ook worden er af en toe activiteiten georganiseerd samen met de Nederlandse Jeugdbond voor Natuurstudie (NJN), WoesteLand, European Invertebrate Survey, Natuurmonumenten, Groninger Landschap en andere organisaties.

## Activiteiten
Kampen
De JNM organiseert kampen in heel Nederland, en soms ook daarbuiten. Het hele jaar door zijn er weekendkampen. In de schoolvakanties worden zomerkampen georganiseerd. Deze zijn wat langer (meestal 5 tot 9 dagen). Voorbeelden van gebieden waar kampen worden gehouden zijn de Waddeneilanden, de Biesbosch, de Meinweg en de Veluwe.
JNM-kampen worden door de leden zelf georganiseerd, meestal door de wat oudere (16+) leden.
In voorjaar en zomer worden de meeste kampen op campings georganiseerd, in najaar en winter vaak in kampeerboerderijen en gehuurde scoutinggebouwtjes.
Excursies
Tijdens kampen zijn er excursies, geleid door leden die veel weten van bepaalde soortgroep(en).
Buiten kampen om worden er regelmatig eendaagse excursies georganiseerd. Op deze excursies wordt lopend of fietsend een natuurgebied bezocht. Deze excursies zijn altijd gratis.

## Afdelingen
Afdelingen zijn onderdelen van de JNM met als doel het organiseren van kampen en excursies "in de buurt". Leden die in een bepaald postcodegebied om een afdeling wonen worden er automatisch lid van, maar ook leden van buiten dit gebied kunnen lid worden.
De JNM heeft verspreid door het land afdelingen in:
- Amsterdam
- Groningen
- Limburg
- Utrecht
- Wageningen
- Zuid-Holland

## Werkgroepen
Werkgroepen zijn onderdelen van de JNM die zich specialiseren in een bepaalde richting, zoals vogels of zoogdieren. Werkgroepen zetten zich in voor de verhoging van biologische kennis onder leden op deze gebieden. Ze organiseren kampen gericht op hun specialisme en geven een paar keer per jaar een blaadje uit. De werkgroepen van de JNM op een rij:
- Vogelwerkgroep (VWG) organiseert veel kampen, voornamelijk tijdens de vogeltrek, waarbij met verrekijkers en telescopen naar vogels wordt gekeken.
- Strandwerkgroep (SWG) zoeken van schelpen, snorkelen en korren (vissen met een net vanaf het strand).
- Insectenwerkgroep (IWG) kijkt voornamelijk naar libellen, (nacht)vlinders en sprinkhanen.
- Zoogdierenwerkgroep (ZWG) houdt zich bezig met zoogdieren, van het bekijken van burlende herten op de Veluwe tot het vangen van muizen met life-traps.
- Planten- en Paddenstoelenwerkgroep (PPWG) kijkt naar planten en paddenstoelen.
- Wolkenwerkgroep (CCCC) houdt zich bezig met wolken en het weer in het algemeen.
- Amfibieën- en Reptielenwerkgroep (ARWG) houdt zich bezig met onder meer kikkers, hagedissen, vissen en andere waterbeestjes.
- Dode-dierenwerkgroep (DDWG) houdt zich bezig met alles wat dood is: recent dood, botten en fossielen.
- Belevingswerkgroep (XWG) organiseert activiteiten in de natuur met het beleven van de natuur centraal.

## Bekende oud-leden
- Rob Bijlsma (CJN)[noot 1] – roofvogeldeskundige, schrijver
- Margreet de Boer (JNM)[2] – Eerste Kamerlid namens GroenLinks
- Luit Buurma (CJN)[3] – vogelbioloog, secretaris van Vogelbescherming Nederland
- Koos Dijksterhuis (ACJN)[4] – schrijver, journalist, dichter
- Nico de Haan - medewerker Natuurmonumenten, Vogelbescherming Nederland, Vroege Vogels.
- Siegfried Woldhek (CJN)[3][5][6] – kunstenaar, illustrator, cartoonist, natuurbeschermer, directeur van Vogelbescherming Nederland en Wereld Natuurfonds Nederland